# Амрапуркар, Садашив
Садашив Амрапуркар (англ. Sadashiv Amrapurkar; 11 мая 1950 — 3 ноября 2014) — индийский актёр и общественный деятель. Наиболее известен благодаря своим ролям в индустрии кино на хинди и маратхи в период с 1983 по 1999 год. За свою карьеру, охватывающую три десятилетия, Амрапуркар снялся в более чем 300 фильмах на хинди, маратхи, бенгали, ория и хариани. Обладатель 2 премий Filmfare Awards в различных игровых категориях.

## Биография
Амрапуркар (урожденный Ганеш Навроде) появился на свет в семье успешных бизнесменов в округе Ахмеднагар штата Махараштра. С детства был увлечен актёрством и сыграл в нескольких школьных и студенческих спектаклях. Получил степень магистра истории в Университете Пуны.
Он взял сценический псевдоним «Садашив Амрапуркар», начав карьеру артиста театра в 1974 году, и принял участие в почти полусотне пьес в качестве режиссёра или актёра. Как актёр кино дебютировал в фильме на маратхи «22 июня 1897», сыграв Бал Гангадхар Тилака.
В Болливуд Амрапуркар попал после того, как режиссёр Говинд Нихалани увидел его игру в успешной пьесе на маратхи Hands-Up!. Нихалани пригласил его в фильм «Полуправда» (1983) на роль дона Рама Шетти, которая принесла Амрапуркару Filmfare Award за лучшую мужскую роль второго плана. В дальнейшем он исполнил небольшие роли в таких фильмах как Purana Mandir, Jawani (1984), Nasoor (1985), Muddat (1986), Veeru Dada (1990) и Farishtay (1991). В 1987 году он сыграл главного злодея в фильме Hukumat, ставшего самой кассовой картиной года, опередив по сборам такой хит как «Мистер Индия». Свою следующую премию, Filmfare Award за лучшее исполнение отрицательной роли, Садашив выиграл в 1992, в первый же год введения этой номинации, благодаря роли евнуха в фильме «Преследование».
Среди его наиболее примечательных выступлений в Болливуде были такие фильмы, как «Афера» (1993), «Носильщик № 1» (1995), «Страсть» и «Скрытая истина» (1997). Признание получили также его роли в сериалах Bharat Ek Khoj и Raj Se Swaraj. Среди других его фильмов — «Дорогая, это Индия» (1995), «Безответная любовь» (1999), «Нас не разлучить» (1999), «Возвращение в прошлое» (2002) и «Самозванка» (2003).
С начала 2000-х годов актёр почти не снимался в фильмах на хинди, будучи занятым в киноиндустрии маратхи.
В последний раз его видели на большом экране в фильме 2012 года Bombay Talkies. Фильм состоял из четырёх коротких новелл, и Амрапуркар исполнил четырёхминутную роль привидения в новелле Star режиссёра Дибакара Банерджи.
Помимо работы в кино и театре, Амрапуркар принимал активное участие в рационалистических движениях в Махараштре, в основном, в Комитете по ликвидации суеверий, возглавляемом ныне покойным Нарендрой Дабхолкаром.
25 октября 2014 года Амрапуркар был помещен в Kokilaben Dhirubhai Ambani Hospital с легочной инфекцией. Актёр скончался больнице в 2:45 ночи понедельника 3 ноября. Похоронные обряды были выполнены в его родном городе Ахмеднагар на следующий день. Свои соболезнования высказали его коллеги и ряд лидеров страны, включая премьер-министра Индии Нарендру Моди, заявившего: «Мы будем помнить Садашива Арампуркара как универсального актёра, популярного из поколения в поколение. Покойся с миром. Мои глубочайшие соболезнования его семье.»

### Семья
В 1973 году Амрапуркар женился на Сунанде Кармаркар, которая впоследствии родила ему троих дочерей.
Одна из них, Рима Амрапуркар — режиссёр. Её короткометражный фильм Janani, был показан на Каннском кинофестивале 2010 года и признан лучшей короткометражной лентой на Международном кинофестивале в Индии в 2009 году, который проходил в Гоа.

## Награды и номинации
Filmfare Awards
- 1984 — Лучшая мужская роль второго плана — «Полуправда»[11]
- 1992 — Лучшая отрицательная роль — «Преследование»[12]
- 1998 — номинация Лучшая отрицательная роль — «Страсть»[13]